# 和島村

長岡市における平成の大合併。当村は北西部に位置する。

和島村（わしまむら）は、新潟県の中央にある三島郡の北部にかつて存在した村。長岡市への通勤率は16.7%（平成17年国勢調査）。2006年1月1日長岡市に編入されて消滅した。

## 地理

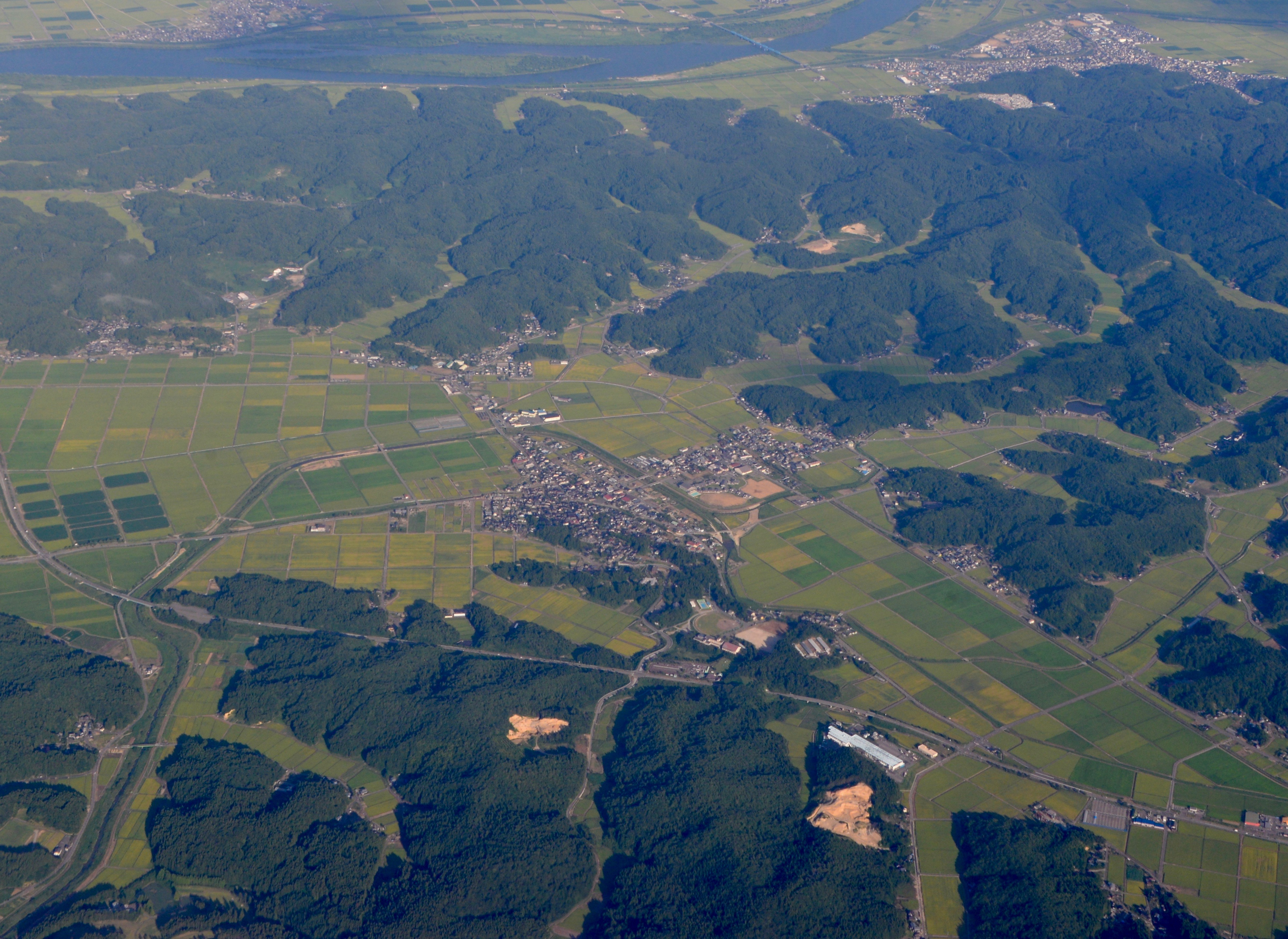
新潟県長岡市（旧和島村）小島谷地区（2019年8月撮影）

- 山：
- 河川：郷本川・島崎川
- 湖沼：

### 隣接していた自治体
- 長岡市
- 三島郡
  - 与板町、寺泊町、出雲崎町

## 歴史
江戸時代には島崎川が新潟と柏崎を結ぶ物資の輸送に利用され、島崎地区が賑わった。
- 1955年（昭和30年）3月31日：桐島村と島田村の合併により和島村が発足。
- 平成の大合併により、出雲崎町、与板町との「良寛町」誕生を図るが、結局断念。
- 2006年1月1日 長岡市に編入合併して消滅。

## 行政
- 笠原芳彦（2003年5月1日から）（桜美林大学経済学部卒）

## 経済

### 産業
- 農業：米、牛乳、シイタケ[1]

## 姉妹都市・提携都市
- タイアラプ連合村（フランス領ポリネシア・タヒチ島）:1991年8月30日姉妹村協定締結

## 地域

### 教育
- 北辰中学校
- 桐島小学校
- 島田小学校

## 交通

最新のバス路線図。小島谷駅付近が当町域。

### 鉄道路線

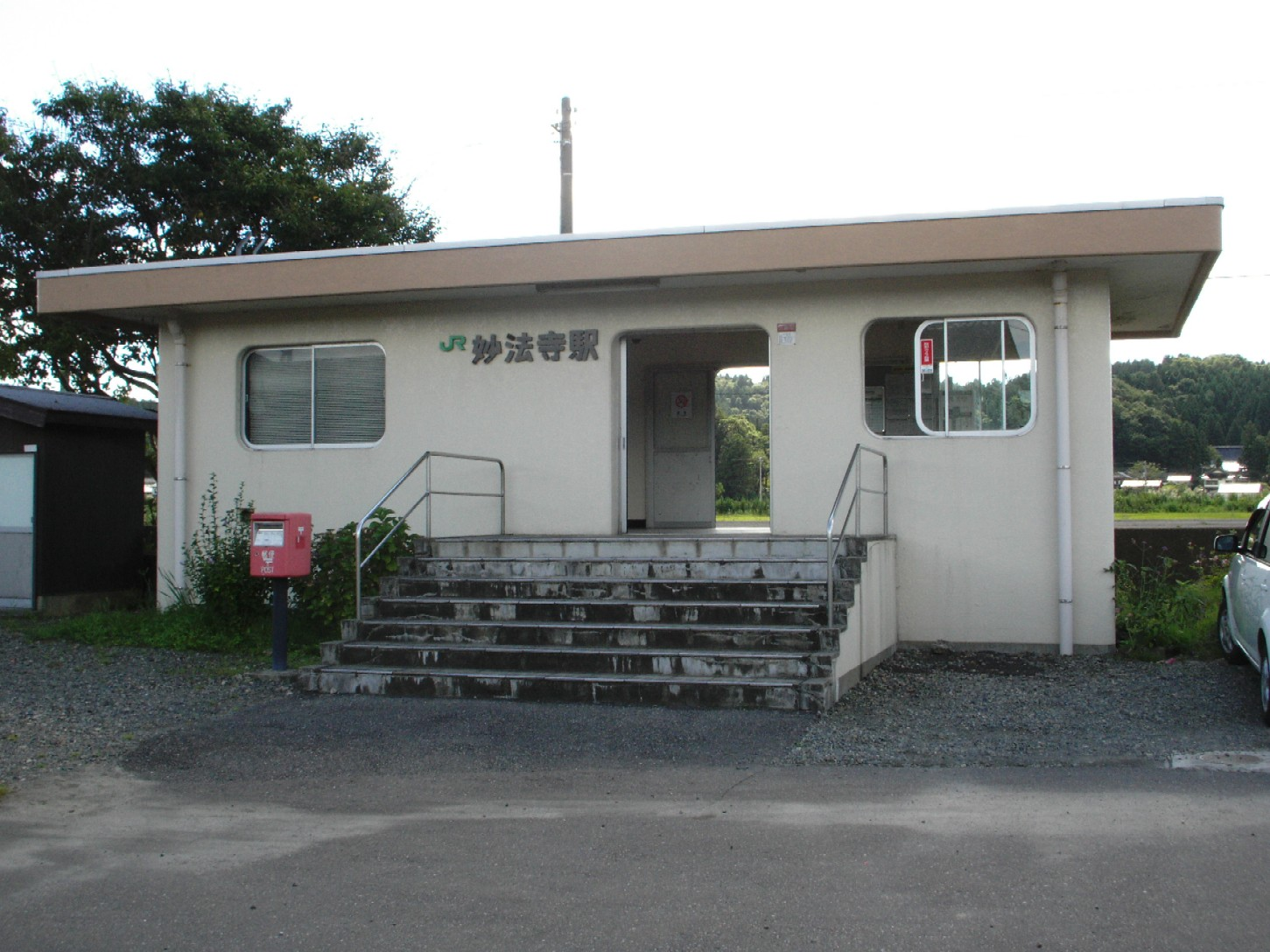
妙法寺駅

- 東日本旅客鉄道（JR東日本）越後線
  - 妙法寺駅 - 小島谷駅

### 道路

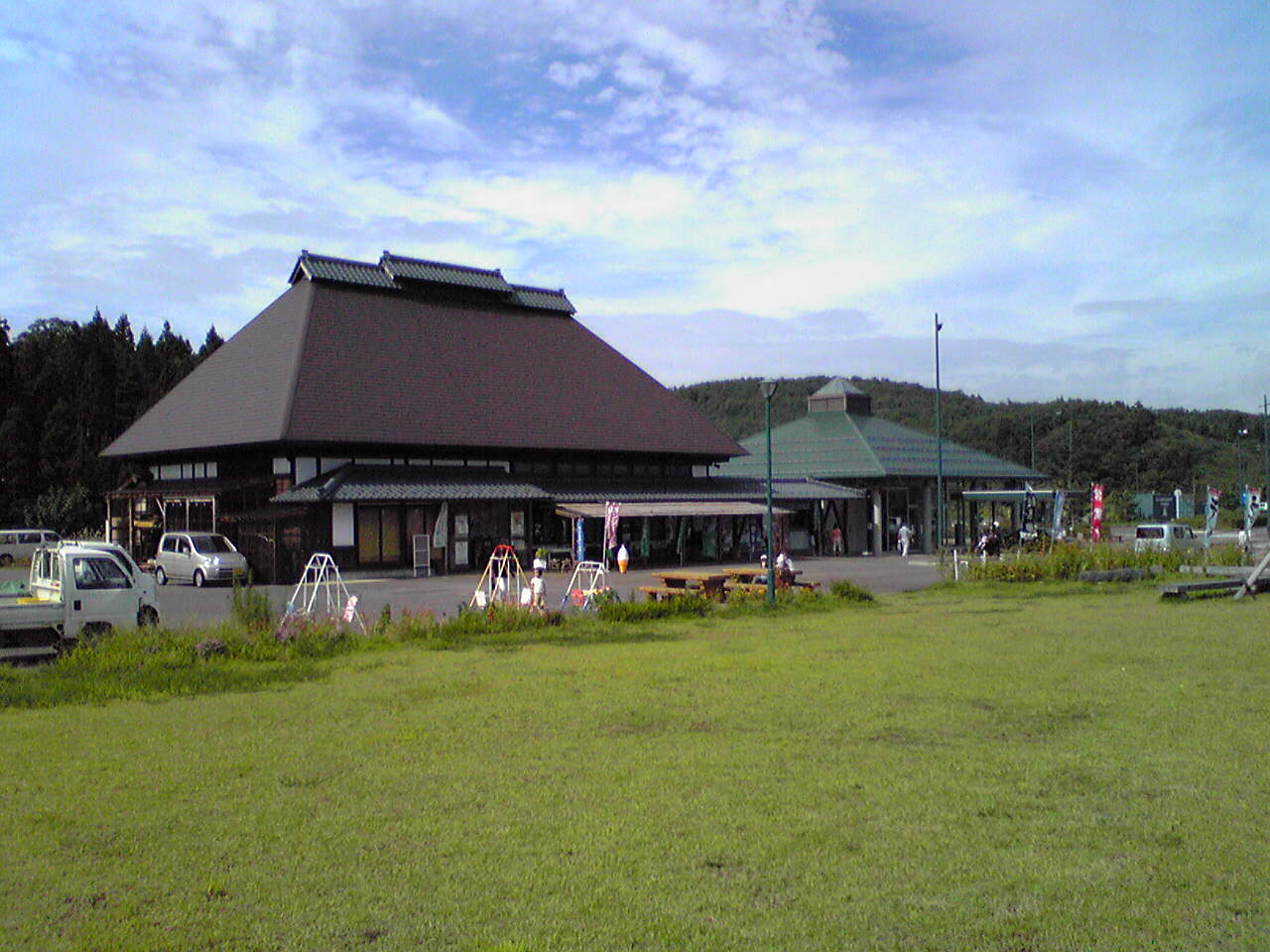
道の駅良寛の里わしま

- 一般国道
  - 国道116号
    - 和島バイパス
- 都道府県道
  - 主要地方道
    - 新潟県道69号長岡和島線
- 道の駅
  - 良寛の里わしま

## 名所・旧跡・観光スポット・祭事・催事
- 妙法寺
- 隆泉寺（良寛墓碑）
- 道の駅良寛の里わしま
  - 良寛の里美術館
  - 菊盛記念美術館

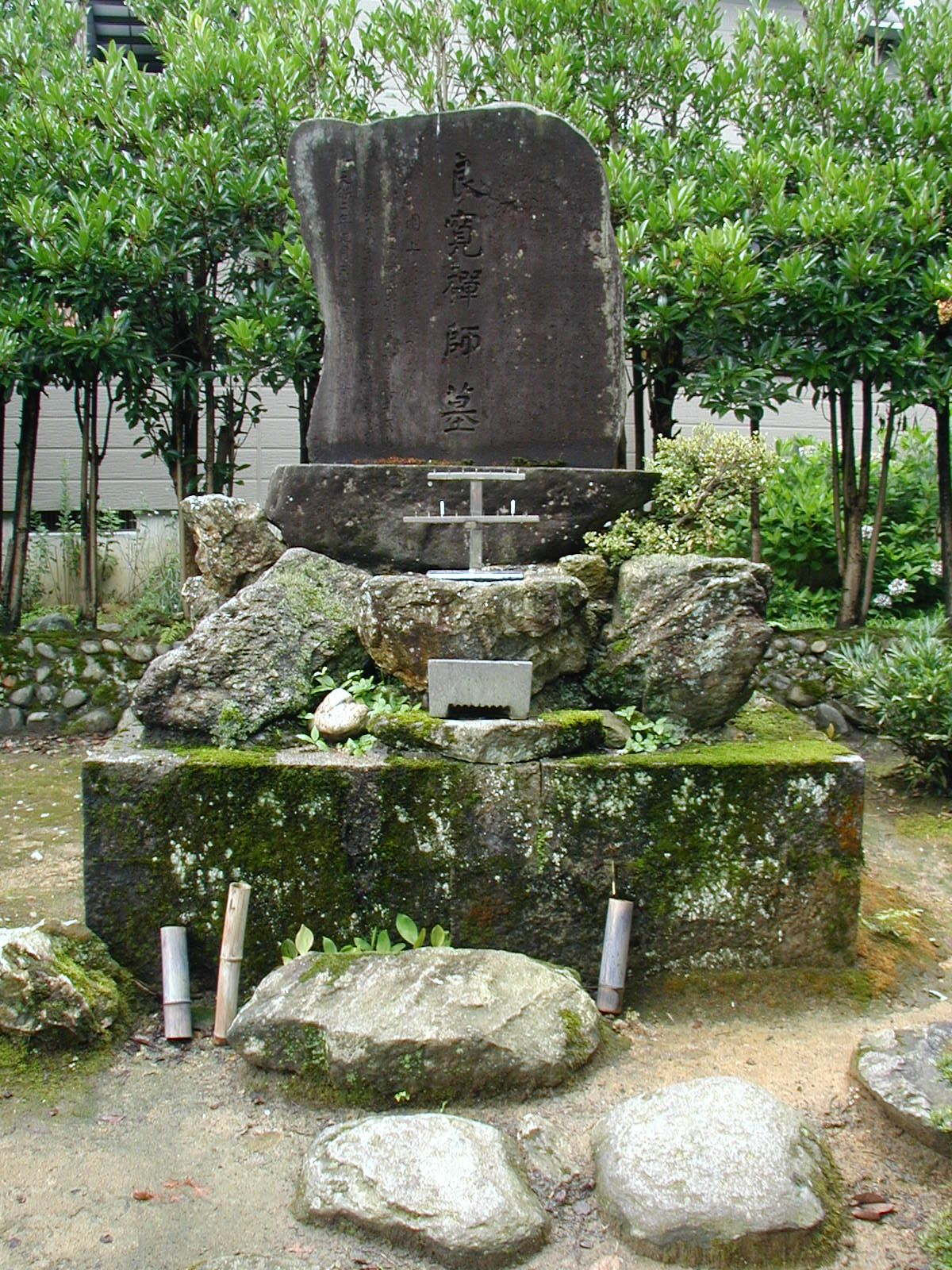
良寛墓碑（隆泉寺）

- 住雲園 - 越後鉄道（現在のJR越後線）の創始者・久須美父子の邸宅
- 阿弥陀瀬の大杉
- 落水の滝 - 島崎川から日本海に注ぐ幅12 mの滝。
- 宇奈具志神社
- 和島オートキャンプ場 - 1995年（平成7年）7月オープン[3]。

## 出身有名人
- 久住小春（タレント・ファッションモデル、元モーニング娘。7期メンバー）